# Bibio xuthopteron
Bibio xuthopteron är en tvåvingeart som beskrevs av Hardy 1968. Bibio xuthopteron ingår i släktet Bibio och familjen hårmyggor. Inga underarter finns listade i Catalogue of Life.